# André Vlaeyen
André Vlayen, nascido a 17 de março de 1931 em Herselt, é um ex ciclista belga. Profissional de 1953 a 1962, tem sido Campeão da Bélgica em Estrada em 1956 e 1957, e vencedor de etapa do Giro d'Italia de 1957.

## Palmarés
1954
- Tour de l'Ouest

1956
- Campeonato da Bélgica em Estrada
- Volta a Bélgica, mais 1 etapa

1957
- Campeonato da Bélgica em Estrada
- 1 etapa do Giro d'Italia

1958
- Através de Flandres
- Três Dias de Antuérpia, mais 1 etapa
- 1º no Prêmio de Heist-op-den-Berg

## Resultados nas grandes voltas

### Tour de France
- 1956 : abandono
- 1958 : abandono

### Giro d'Italia
- 1957 : 51º e vencedor de etapa
- 1960 : abandono